# Трейсі Генкок
Трейсі Джі'Анджело Генкок (англ. Tracy G'Angelo Hancock; нар. 27 липня 1997, Колорадо) — американський борець греко-римського стилю, бронзовий призер чемпіонату світу, чемпіон, срібний та бронзовий призер Панамериканських чемпіонатів, срібний призер Панамериканських ігор, учасник Олімпійських ігор.

## Життєпис
Боротьбою почав займатися з 2007 року. У 2016 році став бронзовим призером чемпіонату світу серед юніорів.
Виступає за борцівський клуб «Sunkist Kids» зі Скоттсдейла — передмістя Фінікса. Тренери — Ті Сі Данцлер (з 2014), Герб Гаус.

## Спортивні результати на міжнародних змаганнях

### Виступи на Олімпіадах
| Змагання                    | Збірна | Вагова категорія                 | Місце |
| --------------------------- | ------ | -------------------------------- | ----- |
| Літні Олімпійські ігри 2020 | США    | греко-римська боротьба, до 97 кг | 7     |

### Виступи на Чемпіонатах світу
| Змагання                        | Збірна | Вагова категорія                 | Місце  |
| ------------------------------- | ------ | -------------------------------- | ------ |
| Чемпіонат світу з боротьби 2017 | США    | греко-римська боротьба, до 98 кг | 13     |
| Чемпіонат світу з боротьби 2018 | США    | греко-римська боротьба, до 97 кг | 23     |
| Чемпіонат світу з боротьби 2019 | США    | греко-римська боротьба, до 97 кг | 15     |
| Чемпіонат світу з боротьби 2021 | США    | греко-римська боротьба, до 97 кг | Бронза |

### Виступи на Панамериканських чемпіонатах
| Змагання                                   | Збірна | Вагова категорія                 | Місце  |
| ------------------------------------------ | ------ | -------------------------------- | ------ |
| Панамериканський чемпіонат з боротьби 2017 | США    | греко-римська боротьба, до 98 кг | Бронза |
| Панамериканський чемпіонат з боротьби 2019 | США    | греко-римська боротьба, до 97 кг | Срібло |
| Панамериканський чемпіонат з боротьби 2020 | США    | греко-римська боротьба, до 97 кг | Золото |

### Виступи на Панамериканських іграх
| Змагання                  | Збірна | Вагова категорія                 | Місце  |
| ------------------------- | ------ | -------------------------------- | ------ |
| Панамериканські ігри 2019 | США    | греко-римська боротьба, до 97 кг | Срібло |

### Виступи на інших змаганнях
| Змагання                                                     | Збірна | Вагова категорія                  | Місце  |
| ------------------------------------------------------------ | ------ | --------------------------------- | ------ |
| Кубок Джека Пінто 2016                                       | США    | греко-римська боротьба, до 98 кг  | Срібло |
| Міжнародний меморіал Дейва Шульца 2016                       | США    | греко-римська боротьба, до 98 кг  | Срібло |
| Олімпійські випробування США 2016                            | США    | греко-римська боротьба, до 98 кг  | Бронза |
| Міжнародний меморіал Білла Фаррелла 2016                     | США    | греко-римська боротьба, до 98 кг  | Золото |
| Клубний чемпіонат світу з боротьби 2016                      | США    | команда                           | 11     |
| Міжнародний меморіал Дейва Шульца 2017                       | США    | греко-римська боротьба, до 98 кг  | Золото |
| Гран-прі Загреба з боротьби 2017                             | США    | греко-римська боротьба, до 98 кг  | 8      |
| Кубок Арво Хаавісто 2017                                     | США    | греко-римська боротьба, до 130 кг | Золото |
| Кубок Владислава Пітласинські 2018                           | США    | греко-римська боротьба, до 97 кг  | Золото |
| Міжнародний меморіал Дейва Шульца 2019                       | США    | греко-римська боротьба, до 97 кг  | Золото |
| Гран-прі Загреба з боротьби 2019                             | США    | греко-римська боротьба, до 97 кг  | Бронза |
| Гран-прі Угорщини з боротьби 2019                            | США    | греко-римська боротьба, до 97 кг  | Золото |
| Тор Мастерс 2019                                             | США    | греко-римська боротьба, до 97 кг  | Бронза |
| Турнір міста Сассарі з боротьби 2019                         | США    | греко-римська боротьба, до 97 кг  | Срібло |
| Міжнародний меморіал Білла Фаррелла 2019                     | США    | греко-римська боротьба, до 97 кг  | Золото |
| Меморіал Маттео Пелліконе 2020                               | США    | греко-римська боротьба, до 97 кг  | Бронза |
| Олімпійський кваліфікаційний турнір з боротьби 2020 (Оттава) | США    | греко-римська боротьба, до 97 кг  | Срібло |

### Виступи на змаганнях молодших вікових груп
| Змагання                                      | Збірна | Вагова категорія                  | Місце  |
| --------------------------------------------- | ------ | --------------------------------- | ------ |
| Чемпіонат світу з боротьби серед юніорів 2016 | США    | греко-римська боротьба, до 96 кг  | Бронза |
| Чемпіонат світу з боротьби серед юніорів 2017 | США    | греко-римська боротьба, до 96 кг  | 7      |
| Чемпіонат світу з боротьби серед молоді 2017  | США    | греко-римська боротьба, до 130 кг | 10     |
| Чемпіонат світу з боротьби серед молоді 2018  | США    | греко-римська боротьба, до 97 кг  | 17     |